# 龍岡郡
龍岡郡（リョンガンぐん）は朝鮮民主主義人民共和国南浦特別市に属する郡。

## 地理
平安南道の西南部に位置する。東に大安区域、北に江西区域、西に甑山郡と境を接する。

## 行政区域
1邑・10里を管轄する。
- 龍岡邑（リョンガンウプ）
- 龍湖里（リョンホリ）
- 龍興里（リョンフンニ）
- 立松里（リプソンニ）
- 三和里（サムァリ）
- 城岩里（ソンアムニ）
- 愛院里（エウォンニ）
- 陽谷里（ヤンゴンニ）
- 玉桃里（オクトリ）
- 浦城里（ポソンニ）
- 後山里（フサンニ）

## 歴史
現在の龍岡郡の範囲は1952年の地方行政区画の改編によって形作られたもので、それ以前の龍岡郡は、西は黄海に面し大同江下流北岸一帯を占めていた。

### 年表
この節の出典
- 古朝鮮 - 黄龍国があったという。
- 漢 - 泯蝉県に属した。
- 高麗 - 黄龍城、軍岳の名で呼ばれ、のちに龍岡県が置かれた。
- 李氏朝鮮 - 龍岡県が置かれた。
- 1895年 - 龍岡郡となった。
- 1896年 - 咸従郡の一部を編入。
- 1914年4月1日 – 郡面併合により、平安南道鎮南浦府の港口以外の区域が龍岡郡に編入。龍岡郡に以下の面が成立。(14面)
  - 鳳山面・多美面・瑞和面・陽谷面・吾新面・龍月面・池雲面・海雲面・三和面・金谷面・新寧面・土城面・貴林面・大代面
- 1929年 (13面)
  - 鳳山面が龍岡面に改称。
  - 貴林面・土城面が合併し、貴城面が発足。
- 1939年 - 大代面の一部が鎮南浦府に編入。(13面)
- 1947年 - 江西郡城岩面を編入。(14面)
- 1950年 - 大代面・陽谷面の各一部が南浦市に編入。(14面)
- 1952年12月 - 郡面里統廃合により、平安南道龍岡郡龍岡面・池雲面・三和面・城岩面および陽谷面・多美面・吾新面・海雲面の各一部地域をもって、龍岡郡を設置。龍岡郡に以下の邑・里が成立。(1邑20里)
  - 龍岡邑・後山里・玉桃里・龍湖里・多美里・劔山里・東箭里・芝沙里・陽谷里・葛川里・吾新里・徳海里・月梅里・立松里・愛院里・浦城里・三和里・羽山里・龍興里・城岩里・大安里
- 1957年 - 大安里が大安労働者区に昇格。(1邑1労働者区19里)
- 1958年 - 大安労働者区・城岩里の各一部が合併し、大井里が発足。(1邑1労働者区20里)
- 1963年3月 - 葛川里・徳海里・羽山里が南浦市に編入。(1邑1労働者区17里)
- 1975年 - 陽谷里の一部が玉桃里に編入。(1邑1労働者区17里)
- 1978年3月 - 大安労働者区・大井里および立松里・城岩里の各一部が新設の大安市に編入。(1邑16里)
- 1979年12月 - 南浦直轄市の成立により、南浦直轄市龍岡郡となる。(1邑16里)
- 1984年 (1邑10里)
  - 多美里・吾新里・月梅里が大安区域に編入。
  - 劔山里・東箭里・芝沙里が港口区域に編入。
- 2004年1月 - 南浦直轄市の廃止に伴い、平安南道龍岡郡となる。(1邑10里)
- 2010年 - 南浦特別市の設置に伴い、南浦特別市龍岡郡となる。(1邑10里)

## 交通
- 平南線：龍岡駅
- 龍岡線：龍岡駅 - 龍湖駅 - 後山駅
- 後山線：後山駅 - 陽幕駅